# 剿匪密令
剿匪密令，又称委座酉元电，是1945年10月13日時任中華民國國民政府委員會主席兼國民政府軍事委員會委員長兼中國國民黨總裁蒋中正向中華民國國民革命軍各战区司令长官发出準備围剿中国共产党的秘密電報命令。

## 内容
1945年10月13日，即中華民國国民政府同中国共产党达成的《双十协定》公开发表的第二天，國民政府主席蒋中正向各战区司令长官发出围剿中国共产党秘密电令。
1945年10月24日，第一战区司令长官胡宗南给第十一战区副司令长官高树勋发来密电，内称：
即刻到机密，髙副长官机密，奉委座酉元原电开：查抗战胜利，日寇投降，亟应从速建设以完成抗战大业，乃奸匪竟乘机侵入城市，破坏交通，企图破坏统一以遂其割据之阴谋，若不速予剿除，不仅八年抗战前功尽失，且必遗害无穷，使中华民族无复兴之望，我辈将士何以对危难之同胞，更何以对阵亡之将士？贵长官所部自抗战以还，迭著勋功，党国作为长城，中正尤寄厚望。此次剿匪为人民幸福之所系，务本以往抗战之精神，遵照中正所订剿匪手本，督励所属，努力进剿，迅速完成任务，其功于国家者必得膺赐，其迟滞贻误者当必执法以罪，希转饬所属剿匪部队官兵一体悉遵为要。等因，除剿匪手本另行分发外，希转所属一体悉遵。
高树勋率部投向中国共产党方面后，将胡宗南转发来的上述密电交给中国共产党方面，中国共产党方面随即在报纸上发表该电。该电发出后，国军各战区各军队发了许多有关剿匪軍事部署的命令，其中很多也都被中国共产党方面在报纸上发表了。